# David Clennon
David Clennon (Waukegan, 10 maggio 1943) è un attore statunitense.

## Biografia
A numerose apparizioni in piccoli ruoli televisivi, l'ultimo dei quali in Ghost Whisperer, alterna piccoli ruoli in film di un certo spessore, come La cosa, Grace of My Heart, Syriana e Flags of Our Fathers.

## Vita privata
Dal 1996 è sposato con la scrittrice Perry Adleman ed ha due figli, Daisy Virginia e Harry Francis.

## Filmografia parziale

### Cinema
- Esami per la vita (The Paper Chase), regia di James Bridges (1973)
- Questa terra è la mia terra (Bound for Glory), regia di Hal Ashby (1976)
- Io sono il più grande (The Greatest), regia di Tom Gries (1977)
- Tornando a casa (Coming Home), regia di Hal Ashby (1978)
- Salvate il Gray Lady (Gray Lady Down), regia di David Greene (1978)
- Vittorie perdute (Go Tell the Spartans), regia di Ted Post (1978)
- Oltre il giardino (Being There), regia di Hal Ashby (1979)
- Li troverò ad ogni costo (Hide in Plain Sight), regia di James Caan (1980)
- Missing - Scomparso (Missing), regia di Costa-Gavras (1982)
- La cosa (The Thing), regia di John Carpenter (1982)
- Star 80, regia di Bob Fosse (1983)
- Hanna K., regia di Costa-Gavras (1983)
- Uomini veri (The Right Stuff), regia di Philip Kaufman (1983)
- Innamorarsi (Falling in Love), regia di Ulu Grosbard (1984)
- Sweet Dreams, regia di Karel Reisz (1985)
- Pericolosamente insieme (Legal Eagles), regia di Ivan Reitman (1986)
- 48 ore a Beverly Hills (He's My Girl), regia di Gabrielle Beaumont (1987)
- Dimensioni parallele (The Trouble with Dick), regia di Gary Walkow (1987)
- Lo strizzacervelli (The Couch Trip), regia di Michael Ritchie (1988)
- Betrayed - Tradita (Betrayed), regia di Costa-Gavras (1988)
- Pronti a tutto (Downtown), regia di Richard Benjamin (1990)
- Lo spacciatore (Light Sleeper), regia di Paul Schrader (1992)
- La gatta e la volpe (Man Trouble), regia di Bob Rafelson (1992)
- Matinee, regia di Joe Dante (1993)
- Le ali degli angeli (Nurses on the Line: The Crash of Flight 7), regia di Larry Shaw (1993)
- Mad City - Assalto alla notizia (Mad City), regia di Costa-Gavras (1997)
- Life of the Party, regia di Barra Grant (2005)
- Syriana, regia di Stephen Gaghan (2005)
- Flags of Our Fathers, regia di Clint Eastwood (2006)
- Misure straordinarie (Extraordinary Measures), regia di Tom Vaughan (2010)
- J. Edgar, regia di Clint Eastwood (2011)
- Mr. Jones, regia di Karl Mueller (2013)
- L'amore bugiardo - Gone Girl (Gone Girl), regia di David Fincher (2014)
- Come ti rovino le vacanze (Vacation), regia di John Francis Daley e Jonathan M. Goldstein (2015)

### Televisione
- Park Place – serie TV, 4 episodi (1981)
- La signora in giallo (Murder, She Wrote) – serie TV, episodio 4x18 (1988)
- In famiglia e con gli amici (Thirtysomething) – serie TV, 22 episodi (1989-1991)
- Star Trek: Voyager – serie TV, episodio 5x08 (1998)
- Ancora una volta (Once and Again) – serie TV, 10 episodi (2000-2001)
- Saved – serie TV, 13 episodi (2006)
- E.R. - Medici in prima linea (ER) – serie TV, 1 episodio (2007)
- October Road – serie TV, 1 episodio (2007)
- Grey's Anatomy – serie TV, episodio 4x05 (2008)
- Ghost Whisperer - Presenze (Ghost Whisperer) – serie TV, 8 episodi (2009-2010)
- NCIS - Unità anticrimine (NCIS) – serie TV, episodio 9x03 (2011)
- Criminal Minds – serie TV, episodio 9x17 (2014)
- Code Black – serie TV, 4 episodi (2018)

## Doppiatori italiani
Nelle versioni in italiano delle opere in cui ha recitato, David Clennon è stato doppiato da:
- Oliviero Dinelli in Guerra al virus, Scrubs - Medici ai primi ferri, The Mentalist, Prison Break
- Sandro Iovino in Missing - Scomparso, Innamorarsi, Matinee
- Giorgio Lopez in Pericolosamente insieme, House of Cards - Gli intrighi del potere, Code Black
- Mino Caprio in Lo strizzacervelli, L'amore bugiardo - Gone Girl
- Paolo Poiret in La cosa
- Carlo Cosolo in Star 80
- Cesare Barbetti in Alfred Hitchcock presenta
- Mauro Bosco in 48 ore a Beverly Hills
- Romano Ghini in Betrayed - Tradita
- Romano Malaspina in La signora in giallo
- Renato Cortesi in Pronti a tutto
- Roberto Pedicini in Lo spacciatore
- Nino Prester in Almost Perfect
- Glauco Onorato in Dalla Terra alla Luna
- Massimo Gentile in Ancora una volta
- Domenico Maugeri in The Agency
- Oreste Rizzini in Syriana
- Giorgio Favretto in Saved
- Vittorio Di Prima in E.R. - Medici in prima linea
- Dante Biagioni in Ghost Whisperer - Presenze
- Franco Zucca in Misure straordinarie
- Carlo Valli in Criminal Minds
- Luciano De Ambrosis in Come ti rovino le vacanze
- Dario Penne in Close to Home - Giustizia ad ogni costo
- Antonio Palumbo in NCIS - Unità anticrimine
- Antonio Sanna in Missing - Scomparso (ridoppiaggio)